# Doin’ the Thing
Doin’ the Thing (właśc. Doin’ the Thing: The Horace Silver Quintet at the Village Gate) – album koncertowy amerykańskiego pianisty jazzowego Horace’a Silvera oraz współpracujących z nim w kwintecie muzyków, wydany z numerem katalogowym BLP 4076 i BST 84076 w 1961 roku przez Blue Note Records.

## Powstanie
Materiał na płytę został zarejestrowany 19 i 20 maja 1961 roku w trakcie występów kwintetu Horace’a Silvera w klubie nocnym Village Gate w Nowym Jorku. Produkcją albumu zajął się Alfred Lion.

## Lista utworów
Opracowano na podstawie materiału źródłowego.
Wydanie LP
Strona A
| Nr | Tytuł utworu      | Muzyka        | Długość |
| -- | ----------------- | ------------- | ------- |
| 1. | „Filthy McNasty”  | Horace Silver | 11:02   |
| 2. | „Doin’ the Thing” | Silver        | 11:16   |
|    |                   |               | 22:18   |

Strona B
| Nr | Tytuł utworu                      | Muzyka | Długość |
| -- | --------------------------------- | ------ | ------- |
| 1. | „Kiss Me Right”                   | Silver | 9:18    |
| 2. | „The Gringo/The Theme: Cool Eyes” | Silver | 12:01   |
|    |                                   |        | 21:19   |

Wydanie CD (nr 0946 3 62682 2 4)
| Nr | Tytuł utworu                       | Muzyka        | Długość |
| -- | ---------------------------------- | ------------- | ------- |
| 1. | „Filthy McNasty”                   | Horace Silver | 11:02   |
| 2. | „Doin’ the Thing”                  | Silver        | 11:16   |
| 3. | „Kiss Me Right”                    | Silver        | 9:18    |
| 4. | „The Gringo/Cool Eyes (Theme)”     | Silver        | 12:01   |
| 5. | „It Ain’t S’posed to Be Like That” | Silver        | 6:21    |
| 6. | „Cool Eyes (Full Version)”         | Silver        | 3:56    |
|    |                                    |               | 53:54   |

## Twórcy
Opracowano na podstawie materiału źródłowego.
Muzycy:
- Horace Silver – fortepian
- Blue Mitchell – trąbka
- Junior Cook – saksofon tenorowy
- Gene Taylor – kontrabas
- Roy Brooks – perkusja

Produkcja:
- Alfred Lion – produkcja muzyczna
- Rudy Van Gelder – inżynieria dźwięku
- Reid Miles – projekt okładki
- Jim Marshall – fotografia na okładce
- Ira Gitler – liner notes